# 밍크고래
밍크고래 또는 밍키고래(영어: minke whale, lesser rorqual)는 수염고래과의 고래로 쇠정어리고래라고도 한다. 처음에는 크기가 작고 기름 생산량이 적어 굳이 포획하지 않았지만, 20세기 초부터 여러 국가에서 착취되기 시작했다. 

## 이름
이 종의 공통적인 이름의 기원은 불분명하다. 이름에 대한 첫 번째 언급 중 하나는  1893-95년 남극 항해에 대한 Henrik Johan Bull의 설명에서 나왔는데, 그는 작은 고래를 잡는 것을 언급하며 Fuyn의 일부 항해에 동행한 독일인의 이름을 따서 Mencke고래라고 불렀다. 

## 외형
성장기 때의 북대서양의 암컷은 평균 6.03-7.15m, 수컷은 6.16-6.75인 반면, 북태평양의 암컷은 평균 7.1-7.3, 수컷은 6.3-6.8m이다. 성체는 북대서양이 8.42-8.5m와 7.9-8.17m, 북태평양이 7.5 및 8m이다. 몸무게는 최대 약 10t이다. 등면의 빛깔과 아래위 턱도 회흑색이며, 배 쪽은 유백색이다. 옆구리에서의 색깔 이행은 완만하여서 등면과 배면의 경계는 확실하지 않다. 가슴 지느러미의 3분의 1은 순백색이고, 나머지 부분은 회흑색이며, 가슴지느러미의 바깥쪽에 흰색의 띠가 있다. 등지느러미는 항문선보다 좀 앞에 있으며 약간 높고 윗부분은 뒤로 구부러져 있다. 꼬리지느러미의 등면도 회흑색이고 배면은 유백색이다. 양쪽에 순백색의 고래수염이 있다. 인후부(咽喉部)의 주름살은 50~60개이다.

## 생활
단독 또는 2~4마리의 무리로 이동한다. 폐가 매우 커서 1시간 반에서 2시간 정도 잠수가 가능하다. 먹이는 어류·동물성 플랑크톤·오징어 등이다. 한 번 먹을 때 4t 정도를 먹는다. 번식기는 11-1월이고, 임신기간은 10개월이다. 세계 각지의 근해(近海)에 서식하며 태평양 연안과 한국 동해안에 산다.

## 개체 수와 분포
밍크고래의 전체 개체 수는 알려져지 않으나, 북대서양과 중앙대서양에서는 약 184,000마리 정도가 서식하는 것으로 추정된다. 북태평양과 남반구에서는 합의된 수치가 없다. 1990년대 초반 IWC 과학위원회에서 당시에 알려진 자료만으로 남반구의 개체 수를 760,000마리로 추산했다. 그러나 2000년에 위원회는 이러한 보고서를 철회하였다. 밍크고래는 극지에서 열대지방에까지 전 세계 바다에 걸쳐 분포한다.

## 같이 보기
- 고래류의 종 목록
- 해양생물학